# Кічук Олег Васильович
Олег Васильович Кічук (псевдо avtospeaker; нар. 14 грудня 1983, Запоріжжя, УРСР) — український спортсмен, кікбоксер, ютубер. Переможець Кубку Європи з кікбоксингу версія IAKSA, фіналіст та переможець міжнародних змагань.

## Біографія
Народився 14 грудня 1983 року в Запоріжжі.
Навчався в ЗНУ на факультеті фізичного виховання (Олімпійський та професійний спорт) та факультеті економіки[джерело?].

## Спортивні досягнення

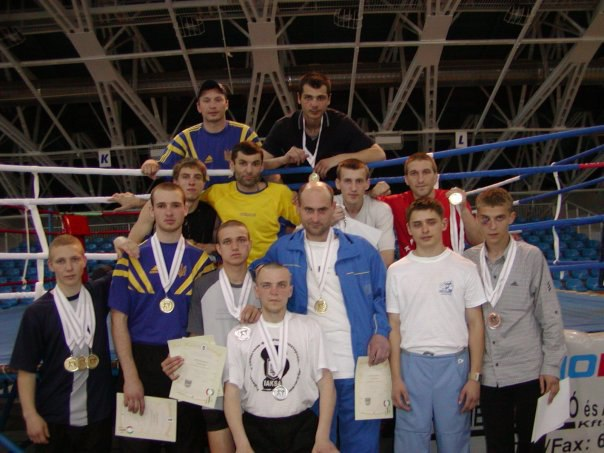
Кубок Європи 2004 року. Архів СК «Імпульс»

З 2001 року тренується під керівництвом Заслуженного тренера України Валерія Леонтьєва, клуб «Імпульс», Запоріжжя. Має звання майстер спорту України, переможець Кубку Європи 2004 року у ваговій категорії до 80 кг федерації IAKSA
Змагання:
- Всеукраїнський турнір О. Хоменко, Маріуполь, 23.11.2003 — 2 місце.

- Чемпіонат Дніпропетровскої обл., Павлоград, 17.04.2004 — 2 місце[10].

- Відкритий Чемпіонат МГФСО, Москва, 20.02.2004 —  2 місце[11]

- Кубок України, Одеса, 16.05.2004 —  2 місце.

- Кубок Європи IAKSA, Сегед, 22.05.2004 —  1 місце[4][9].

- Чемпіонат Світу WKA-IAKSA, Базель, 19.09.2004 —  3 місце лайт контакт[12][13][14][15][16][17][18]

## Блогер
З 2019 року веде канал avto_speaker на платформі YouTube по автомобільній тематиці. Має більше 100000 підписників та срібну кнопку . Основні теми: митне оформлення авто в Україні, аналіз цін на авто у Європі, новини авторинку, обзори авто.